# Albert Potocki

Albert (Wojciech) Szeliga - Potocki
Fotokopia Portretu Albumu z wierszami. Biblioteka Narodowa w Tbilisi

Albert (Wojciech) Szeliga Potocki (ur. 1801 na Wołyniu, zm. 1848 lub 1853) – poeta, syn Ignacego i Emilii z Felińskich (siostry Alojzego Felińskiego); pamiętnikarz, podróżnik, pułkownik wojsk rosyjskich i zesłaniec polityczny. Przyjaciel Norwida, który poświęcił mu wiersz Pamięci Alberta Szeligi Hrabi Potockiego - pułkownika - zmarłego na Kaukazie.

## Życiorys
Jako oficer wojsk Królestwa Kongresowego, został on zesłany na Kaukaz dwa razy. Między jednym a drugim wygnaniem pokazywał się w salonach literackich Warszawy. Należał do pokolenia „listopadowczyków”. Na Kaukazie szybko zrobił karierę, był doradcą namiestnika Kaukazu Woroncowa (w randze pułkownika), uczestniczył w wielu znanych wyprawach. Będąc w wyjątkowo dobrej jak na zesłańców sytuacji społecznej i materialnej, wspierał rodaków. Pod koniec życia był wychowawcą dzieci władcy Mingrelii księcia Dadianiego. 
Płodny nowelista i poeta, pisał dla „Athenaeum” i „Biblioteki Warszawskiej”. W roku 1846 brał udział w założeniu Biblioteki Narodowej w Tbilisi; książka pod numerem 1 w bibliotece jest darem Potockiego. W dziale rękopisów biblioteki przechowuje się jego album z wierszami, w tym poświęconymi żonie władcy Mingrelii – Katarzynie Czawczawadze-Dadani, córce gruzińskiego poety, księcia Aleksandra Czawczawadzego i siostrą Niny Gribojedowej.
Albert Szeliga Potocki zmarł na cholerę na Kaukazie w 1848 lub 1853 r.
Pod nazwiskiem Alberta Potockiego działał w środowisku polskiej emigracji we Francji i Anglii w latach 1861-1876 największy szpieg pośród polskiej emigracji, Julian Bałaszewicz, fałszywy hrabia Albert Potocki. „Potocki” - Bałaszewicz jako zaciekły moralista wiódł żywot podejrzanie ascetyczny. Zdradził go w upojeniu alkoholowym sekretarz - Butkowski. Jednak polska emigracja nie uwierzyła pijanemu sekretarzowi największego carskiego agenta w dziejach polskiego wychodźstwa. Swe działania agenta i prowokatora w służbie carskiej Julian Aleksander Bałaszewicz zamieścił w obszernym wyborze z korespondencji służbowej w książce „Raporty szpiega”.